# Diritti dei disabili
L'espressione diritti dei disabili (o diritti dei diversabili) si riferisce all'estensione alle altre disabilità di alcuni dei diritti fondamentali dell'uomo, quali il diritto di vivere in libertà o di non soffrire inutilmente. Il termine "diritto" viene inteso in senso morale e legale.

## Definizione Legale
Per disabile si intende quella persona con una minorazione fisica, psichica o sensoriale, stabile o progressiva, in grado di compromettere negativamente l’apprendimento, le relazioni e l’inserimento e l’integrazione nel mondo del lavoro e nella società.

## In ambito lavorativo
In ambito lavorativo si definisce disabile:
- chi ha una riduzione della capacità lavorativa di almeno il 45% per una minorazione fisica, psichica o sensoriale oppure per una disabilità intellettiva;
- chi ha una riduzione della capacità lavorativa del 33% per invalidità da lavoro;
- i non vedenti o non udenti;
- gli invalidi di guerra.

## Riduzione della capacità lavorativa
La riduzione della capacità lavorativa viene espressa in percentuali che, a loro volta, stabiliscono i diritti dei disabili. Nello specifico, viene considerato invalido chi ha almeno il 33% di riduzione della capacità. In questo caso, l’interessato ha diritto ad avere gratuitamente dei presidi sanitari. Inoltre:
- il 45%: dà diritto a far parte delle categorie protette per l’inserimento agevolato nel mondo del lavoro;
- il 50%: dà diritto a congedi per cure mediche, sempre che siano contemplati dai contratti nazionali di categoria;
- il 66%: dà diritto all’esenzione dal pagamento del ticket sanitario per visite ed esami;
- il 74%: dà diritto all’assegno mensile il cui importo varia a seconda del reddito;
- il 100%: dà diritto alla pensione di inabilità il cui importo varia se ci sono delle rendite e può scendere fino al 50% se il paziente disabile è ricoverato in una struttura sanitaria pubblica. Inoltre, se a questa percentuale di invalidità si aggiunge l’impossibilità di deambulare o riguarda una patologia psichica come il morbo di Alzheimer che impedisce di svolgere gli atti quotidiani della vita, dà diritto all’assegno di accompagnamento

## Storia

### Stati Uniti
I diritti americani dei disabili si sono evoluti in modo significativo nel corso dell’ultimo secolo. Prima del movimento per i diritti dei disabili, il rifiuto del presidente Franklin D. Roosevelt di farsi pubblicizzare in una posizione di vulnerabilità dimostrava e simboleggiava lo stigma esistente che circondava le disabilità. Durante la campagna elettorale, tenendo discorsi o agendo come personaggio pubblico, ha nascosto la sua disabilità. Ciò ha perpetuato l'ideologia secondo cui "la disabilità equivale a debolezza".
Negli Stati Uniti la disabilità era vista come una questione personale e non esistevano molte organizzazioni politiche o governative per sostenere gli individui di questi gruppi. Negli anni '50 ci fu una transizione verso il volontariato e le organizzazioni orientate ai genitori, come la March of Dimes. Sebbene questo fosse l'inizio dell'attivismo e della ricerca di sostegno per questi gruppi, i bambini con disabilità venivano in gran parte nascosti dai loro genitori per paura della riabilitazione forzata. Quando il movimento per i diritti civili decollò negli anni '60, i sostenitori della disabilità si unirono ad esso e ai movimenti per i diritti delle donne per promuovere la parità di trattamento e sfidare gli stereotipi. Fu in questo periodo che la difesa dei diritti dei disabili iniziò a focalizzarsi sulle disabilità incrociate. Persone con diversi tipi di disabilità (disabilità fisiche e mentali, insieme a disabilità visive e uditive) e diversi bisogni essenziali si sono riuniti per lottare per una causa comune.
Fu solo nel 1990 che fu approvato l’Americans with Disabilities Act (ADA), che proibiva legalmente la discriminazione a causa della disabilità e imponeva l’accesso ai disabili in tutti gli edifici e le aree pubbliche. L’ADA è storicamente significativa in quanto ha definito il significato di soluzioni ragionevoli al fine di proteggere dipendenti e datori di lavoro. Oggi, i difensori dei diritti dei disabili continuano a proteggere coloro che sono discriminati, anche lavorando su questioni come l'applicazione della legge e il trattamento delle persone con disabilità.

### Nazioni Unite
Su scala globale, le Nazioni Unite hanno istituito la Convenzione sui diritti delle persone con disabilità.

## In Italia
In Italia, la legge quadro N. 104 del 5 febbraio 1992 è il principale provvedimento legislativo a tutela i diritti dei disabili e dei familiari che se ne prendono cura.

## Barriere alla disabilità

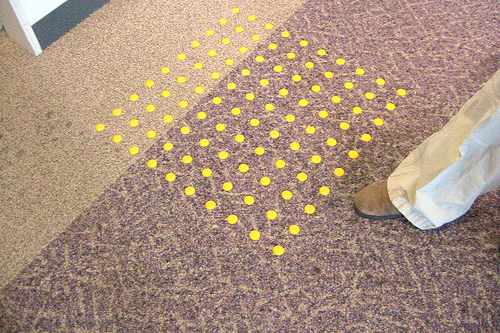
Percorso tattile per persone non vedenti nell'aeroporto di Narita, in Giappone.

Il modello sociale della disabilità suggerisce che la disabilità è causata dal modo in cui la società è organizzata, piuttosto che dalla menomazione di una persona. Questo modello suggerisce che le barriere nella società sono create dall'abilismo. Quando le barriere vengono rimosse, le persone con disabilità possono essere indipendenti e uguali nella società.
Esistono tre tipi principali di barriere:
1. Barriere attitudinali: sono create da persone che nelle persone diversamente abili vedono solo una condizione di disabilità. Testimoniano l'esistenza delle barriere attitudinali il bullismo, la paura, la discriminazione e basse aspettative nei confronti delle persone con disabilità. Le barriere attitudinali contribuiscono sinergicamente agli effetti delle altre barriere.[13][14]
2. Barriere architettoniche: sono costituite da ambienti inaccessibili, naturali o costruiti, che creano la disabilità in quanto rappresentano delle barriere all'inclusione. Quando si nominano barriere e ambienti inaccessibili, si fa riferimento ormai anche agli ambienti telematici[15], che possono essere contemporaneamente supporto, ma anche barriera per le persone con disabilità[16].
3. Barriere istituzionali: includono molte leggi, politiche, pratiche o strategie che discriminano le persone con disabilità. Ad esempio, uno studio su cinque paesi del sud-est asiatico ha rilevato che le leggi elettorali non proteggono in modo speciale i diritti politici delle persone con disabilità, mentre "alcune banche non consentono alle persone con disabilità visive di aprire conti e i centri di test HIV spesso rifiutano di accettare interpreti della lingua dei segni a causa delle politiche di riservatezza".[17] In alcuni paesi esistono leggi restrittive, che colpiscono in particolare le persone con disabilità intellettive o psicosociali.[18]

Altri ostacoli includono: barriere interiorizzate (basse aspettative nei confronti delle persone con disabilità possono minare la loro fiducia e le loro aspirazioni), dati e statistiche inadeguati, mancanza di partecipazione e consultazione delle persone disabili.

## Problemi

### Persone con disabilità fisiche
L’accesso alle aree pubbliche come le strade cittadine, gli edifici pubblici e i servizi igienici sono alcuni dei cambiamenti più visibili introdotti negli ultimi decenni per rimuovere le barriere fisiche. Cambiamenti notevoli in alcune parti del mondo consistono nell'installazione di ascensori, porte automatiche, corridoi ampi, rampe per sedie a rotelle ed eliminazione di gradini non necessari laddove rampe e ascensori non sono disponibili, consentendo alle persone con varie disabilità motorie di utilizzare i marciapiedi e i trasporti pubblici in modo più semplice e sicuro.

#### Persone con disabilità visive

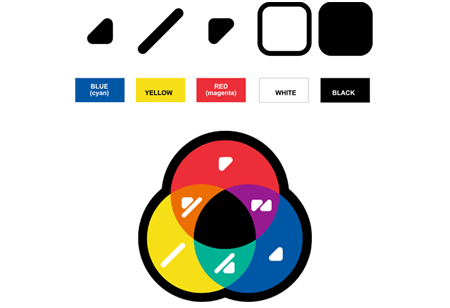
Segni in codice per persone con deficit di visione dei colori.

Le persone con deficit di visione dei colori affrontano regolarmente una discriminazione implicita dovuta alla loro incapacità di distinguere determinati colori. Un sistema di segni in codice di forma geometrica noto come Coloradd è stato sviluppato dal professor Miguel Neiva dell'Università di Minho, in Portogallo, nel 2010 per indicare i colori alle persone che hanno difficoltà a distinguerli.

### Persone con disabilità intellettive e dello sviluppo
Le persone con disabilità intellettive e dello sviluppo concentrano i loro sforzi nel garantire che abbiano gli stessi diritti umani delle altre persone e che siano trattate come esseri umani. Dalla formazione del movimento di auto-difesa negli anni ’60, l’obiettivo principale del movimento è stato quello di far uscire le persone con I/DD dagli istituti e inserirle nella comunità. Un altro obiettivo principale è garantire che le persone con disabilità intellettive e dello sviluppo si trovino in luoghi di lavoro integrati che pagano almeno il salario minimo. Negli Stati Uniti è ancora legale pagare le persone con I/DD al di sotto del salario minimo in laboratori protetti. Molte persone con disabilità intellettive e dello sviluppo sono poste sotto tutela e non sono autorizzate a prendere le proprie decisioni sulla propria vita.
Un altro problema è la continua disumanizzazione delle persone con disabilità intellettive e dello sviluppo, che ha dato origine allo slogan People First, ancora utilizzato come grido di battaglia e nome organizzativo comune nel movimento di auto-difesa. I sostenitori di sé stessi sono coinvolti anche nella campagna "R-Word", in cui cercano di eliminare l'uso della parola "ritardato". Gli auto-difensori hanno sostenuto con successo la modifica del nome dell'Arc of the United States (un'organizzazione al servizio delle persone con disabilità intellettive e dello sviluppo).

### Movimento per i diritti dell'autismo
Il movimento per i diritti dell'autismo è un movimento sociale che enfatizza il concetto di neuro-diversità, considerando lo spettro dell'autismo come il risultato di variazioni naturali nel cervello umano piuttosto che come un disturbo da curare. Il movimento per i diritti dell'autismo sostiene diversi obiettivi, inclusa una maggiore accettazione dei comportamenti autistici; terapie che si concentrano sulle capacità di coping piuttosto che sull'imitazione dei comportamenti dei coetanei neurotipici; la creazione di social network ed eventi che consentano alle persone con autismo di socializzare alle proprie condizioni; il riconoscimento della comunità autistica come gruppo minoritario.
I sostenitori dei diritti dell'autismo o della neurodiversità credono che lo spettro autistico sia principalmente genetico e dovrebbe essere accettato come espressione naturale del genoma umano. Questa prospettiva è distinta da altre due visioni: la prospettiva medica, secondo cui l’autismo è causato da un difetto genetico e dovrebbe essere affrontato prendendo di mira i geni dell’autismo, e le teorie marginali secondo cui l’autismo è causato da fattori ambientali come i vaccini.
Il movimento è controverso. Una critica comune contro gli attivisti autistici è che la maggior parte di loro sono "ad alto funzionamento" o hanno la sindrome di Asperger e non rappresentano le opinioni delle persone con autismo "a basso funzionamento".

### Persone con problemi di salute mentale
I sostenitori dei diritti delle persone con disabilità di salute mentale si concentrano principalmente sull'autodeterminazione e sulla capacità di un individuo di vivere in modo indipendente.
Il diritto ad avere una vita indipendente, utilizzando l’assistenza assistenziale retribuita invece di essere istituzionalizzato, se l’individuo lo desidera, è uno degli obiettivi principali del movimento per i diritti dei disabili, ed è l’obiettivo principale di movimenti simili per la vita indipendente e l’autodifesa, che sono più fortemente associati a persone con disabilità intellettive e disturbi di salute mentale. Questi movimenti hanno aiutato le persone con disabilità a vivere come partecipanti più attivi nella società.

### Accesso all'istruzione e all'occupazione
Anche l’accesso all’istruzione e all’occupazione è stato uno degli obiettivi principali del movimento per i diritti dei disabili. Le tecnologie adattive, che consentono alle persone di svolgere lavori che prima non potevano avere, contribuiscono a creare accesso al lavoro e all’indipendenza economica. L’accesso in classe ha contribuito a migliorare le opportunità educative e l’indipendenza delle persone con disabilità.

### Libertà dalla discriminazione e dagli abusi
Anche la libertà dall'abuso, dall'incuria e dalle violazioni dei diritti della persona sono obiettivi importanti del movimento per i diritti dei disabili. L'abuso e la negligenza includono isolamento e contenzione inappropriati, uso inappropriato della forza da parte del personale e/o dei fornitori, minacce, molestie e/o ritorsioni da parte del personale o dei fornitori, mancata fornitura di alimentazione, abbigliamento e/o assistenza medica e mentale adeguati e/o incapacità di fornire un ambiente di vita pulito e sicuro, così come altre questioni che rappresentano una seria minaccia per il benessere fisico e psicologico di una persona con disabilità. Le violazioni dei diritti dei pazienti includono il mancato ottenimento del consenso informato per il trattamento, il mancato rispetto della riservatezza dei dati relativi al trattamento e la restrizione inappropriata del diritto di comunicare e associarsi con altri, nonché altre restrizioni dei diritti.
Come risultato del lavoro svolto attraverso il movimento per i diritti dei disabili, negli Stati Uniti dagli anni ’70 agli anni ’90 è stata approvata una significativa legislazione sui diritti dei disabili.

## Grandi eventi

### Canada
La provincia più grande del Canada, l'Ontario, ha creato una legislazione, l'Accessibility for Ontarioians with Disabilities Act, 2005, con l'obiettivo di diventare accessibile entro il 2025.
Nel 2019, l’Accessible Canada Act è diventato legge. Questa è la prima legislazione nazionale canadese sull’accessibilità che interessa tutti i dipartimenti governativi e le agenzie regolamentate a livello federale.

### India
Il Rights of Persons with Disabilities Act del 2016 è la legislazione sulla disabilità approvata dal Parlamento indiano per adempiere ai propri obblighi nei confronti della Convenzione delle Nazioni Unite sui diritti delle persone con disabilità, che l'India ha ratificato nel 2007. La legge ha sostituito l'attuale Persons with Disabilities Act (Legge sulle pari opportunità, la tutela dei diritti e la piena partecipazione, 1995. È entrata in vigore il 28 dicembre 2016. Questa legge riconosce 21 disabilità).

### Regno Unito

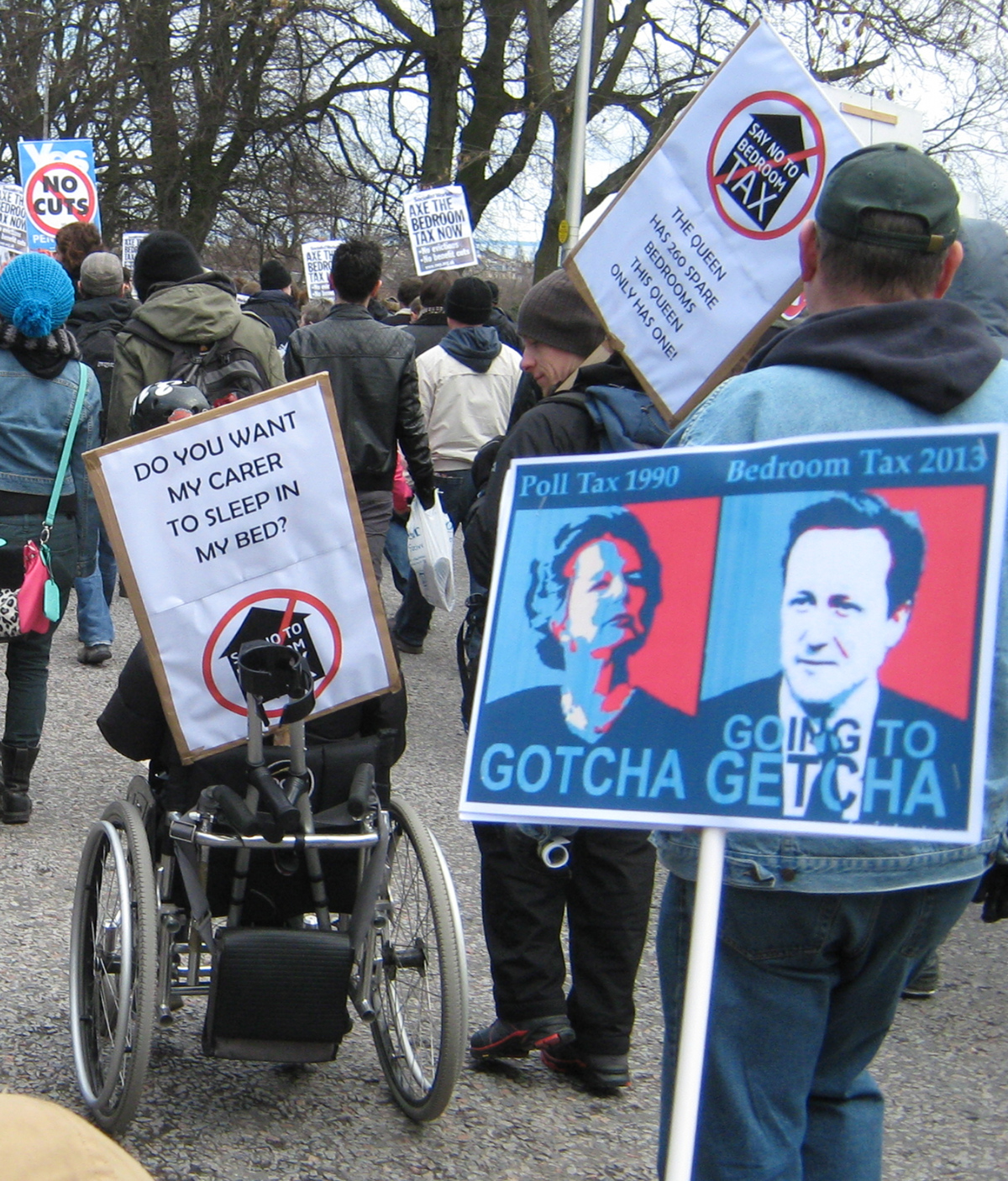
Attivista per i diritti dei disabili davanti al Parlamento scozzese, 30 marzo 2013.

Nel Regno Unito, a seguito dell’ampio attivismo delle persone con disabilità nel corso di diversi decenni, è stato approvato il Disability Discrimination Act 1995 (DDA 1995). Ciò ha reso illegale nel Regno Unito la discriminazione nei confronti delle persone con disabilità in relazione all’occupazione, alla fornitura di beni e servizi, all’istruzione e ai trasporti. La Commissione per l’Uguaglianza e i Diritti Umani fornisce il sostegno a questa legge. In Irlanda del Nord esiste una legislazione equivalente, applicata dalla Commissione per l'uguaglianza dell'Irlanda del Nord.
In seguito all'introduzione della Bedroom Tax (ufficialmente la tassa per la sotto-occupazione in base alla quale gli inquilini che vivono in alloggi pubblici con stanze ritenute "libere" subiscono una riduzione dell'indennità di alloggio, con il risultato che sono obbligati a finanziare questa riduzione con i loro redditi o ad affrontare arretrati di affitto e potenziale sfratto da parte del proprietario) nel Welfare Reform Act 2012, gli attivisti per la disabilità hanno svolto un ruolo significativo nello sviluppo delle proteste sulla Bedroom Tax. Si stima che un'ampia gamma di modifiche ai benefici influisca in modo sproporzionato sui disabili e comprometta il diritto dei disabili a una vita indipendente.
Il disegno di legge sulla sindrome di Down fornirà il riconoscimento legale alle persone che vivono con tale disabilità.

### Stati Uniti
Nel 1948, uno spartiacque per il movimento fu la prova dell’esistenza di barriere fisiche e di programma. La prova è stata fornita come specifica per strutture utilizzabili senza barriere per le persone con disabilità. Le specifiche fornivano i requisiti minimi per l'accesso fisico e al programma senza barriere. Un esempio di barriere sono: fornire solo gradini per accedere agli edifici senza ascensori; mancata manutenzione delle zone adibite al passaggio delle sedie a rotelle; luoghi non collegati ai trasporti pubblici; la mancanza di comunicazioni visive e uditive finisce per separare le persone con disabilità dall'indipendenza, dalla partecipazione e dalle opportunità. L'ANSI - Barrier Free Standard (frase coniata dal Dr. Timothy Nugent, il ricercatore capo) denominato "ANSI A117.1, Making Buildings Accessible to and Usable by the Physically Handicapped", fornisce la prova indiscutibile dell'esistenza delle barriere. Lo standard è il risultato di fisioterapisti, ingegneri biomeccanici e individui con disabilità che hanno sviluppato e partecipato a oltre 40 anni di ricerca. Lo standard fornisce i criteri per modificare i programmi e il sito fisico per garantire l'indipendenza. Lo standard è stato emulato a livello globale sin dalla sua introduzione in Europa, Asia, Giappone, Australia e Canada, all’inizio degli anni ’60.
Uno degli sviluppi più importanti del movimento per i diritti dei disabili è stata la crescita del movimento per la vita indipendente, emerso in California negli anni '60 grazie agli sforzi di Edward Roberts e di altri individui su sedia a rotelle. Questo movimento, un sottoinsieme del movimento per i diritti dei disabili, postula che le persone con disabilità siano i migliori esperti dei loro bisogni, e quindi devono prendere l’iniziativa, individualmente e collettivamente, nel progettare e promuovere soluzioni migliori e devono organizzarsi per il potere politico. Oltre alla de-professionalizzazione e all'autorappresentazione, l'ideologia del movimento per la vita indipendente comprende la de-medicalizzazione della disabilità, la de-istituzionalizzazione e la disabilità incrociata (cioè l'inclusione nel movimento per la vita indipendente indipendentemente dalla diagnosi). Allo stesso modo, la legge sulle barriere architettoniche è stata approvata nel 1968, imponendo che gli edifici e le strutture costruiti a livello federale siano accessibili alle persone con disabilità fisiche. Questo atto è generalmente considerato la prima legislazione federale sui diritti dei disabili. Sfortunatamente per le persone con disabilità cognitive, la loro disabilità ha reso più difficile essere il miglior esperto dei propri bisogni, ostacolando la loro capacità di auto-difesa come potevano fare le loro controparti su sedia a rotelle. L'auto-rappresentazione era molto più difficile per coloro che non riuscivano ad articolare i propri pensieri, portandoli a dipendere dagli altri per portare avanti il movimento.
Nel 1973 il Rehabilitation Act (americano) divenne legge; Le sezioni 501, 503 e 504 vietavano la discriminazione nei programmi e servizi federali e in tutti gli altri programmi o servizi che ricevono fondi federali. Il linguaggio chiave del Rehabilitation Act, che si trova nella Sezione 504, afferma: "Nessun individuo portatore di handicap [sic] altrimenti qualificato negli Stati Uniti potrà, esclusivamente a causa del suo [sic] handicap [sic], essere escluso dalla partecipazione a, essere negare i benefici o essere soggetto a discriminazione nell'ambito di qualsiasi programma o attività che riceve assistenza finanziaria federale." La legge specifica inoltre il denaro che può essere stanziato per aiutare i disabili a ricevere una formazione per la forza lavoro e per aiutarli a garantire che possano poi raggiungere il lavoro senza incorrere in problemi di inaccessibilità. Questa è stata la prima legge sui diritti civili che garantisce pari opportunità alle persone con disabilità.
Un altro punto di svolta cruciale fu il 504 Sit-in del 1977 negli edifici governativi gestiti dallo United States Department of Health, Education, and Welfare (HEW), ideato da Frank Bowe e organizzato dalla American Coalition of Citizens with Disabilities, che portò alla l'emanazione di regolamenti ai sensi della Sezione 504 del Rehabilitation Act del 1973. Il 5 aprile 1977, gli attivisti iniziarono a manifestare e alcuni si sedettero negli uffici di dieci regioni federali tra cui New York City, Los Angeles, Boston, Denver, Chicago, Filadelfia e Atlanta. Una delle proteste più degne di nota si è verificata a San Francisco. I manifestanti hanno chiesto la firma del regolamento per la sezione 504 della legge sulla riabilitazione del 1973. Il sit-in di successo è stato guidato da Judith Heumann. Il primo giorno di proteste ha segnato il primo di un sit-in durato 25 giorni. Quasi 120 attivisti e manifestanti per la disabilità occuparono l'edificio HEW e il segretario Joseph Califano firmò finalmente il 28 aprile 1977. Questa protesta fu significativa non solo perché il suo obiettivo fu raggiunto, ma anche perché fu il principale sforzo concertato tra persone con disabilità diverse. riunirsi a sostegno della legislazione che ha interessato l’intera popolazione con disabilità, piuttosto che solo gruppi specifici.
Nel 1978 gli attivisti per i diritti dei disabili a Denver, in Colorado, organizzati dalla Comunità Atlantis, tennero un sit-in e un blocco degli autobus della Denver Regional Transit Authority nel 1978. Essi protestavano contro il fatto che il sistema di trasporto cittadino era completamente inaccessibile alle persone fisicamente disabili. Questa azione si è rivelata solo la prima di una serie di manifestazioni di disobbedienza civile che sono durate un anno fino a quando la Denver Transit Authority ha finalmente acquistato autobus dotati di sollevatori per sedie a rotelle. Nel 1983, Americans Disabled for Accessible Public Transit (ADAPT) fu responsabile di un'altra campagna di disobbedienza civile anche a Denver che durò sette anni. Hanno preso di mira l'American Public Transport Association per protestare contro l'inaccessibilità dei trasporti pubblici; questa campagna terminò nel 1990, quando l'Americans with Disabilities Act rese obbligatorio l'uso di ascensori per autobus per persone su sedia a rotelle a livello nazionale.
Un'altra protesta significativa legata ai diritti dei disabili è stata la protesta Deaf President Now degli studenti della Gallaudet University a Washington, DC, nel marzo 1988. La manifestazione di otto giorni (6 - 13 marzo) con occupazione e chiusura della scuola iniziò quando il Consiglio di fondazione ha nominato una nuova presidentessa dell'udienza, Elisabeth Zinser, su due candidati sordi. La principale lamentela degli studenti era che l'università, che si dedicava all'educazione delle persone sorde, non aveva mai avuto un presidente sordo, qualcuno che li rappresentasse. Delle quattro richieste dei manifestanti, la principale riguardava le dimissioni dell'attuale presidente e la nomina di un sordo. La manifestazione consisteva in circa 2 000 partecipanti studenti e non studenti. Le proteste hanno avuto luogo nei campus, negli edifici governativi e nelle strade. Alla fine, tutte le richieste degli studenti furono soddisfatte e I. King Jordan fu nominato primo presidente sordo dell'università.
Nel 1990, l’Americans with Disabilities Act è diventato legge e ha fornito una protezione completa dei diritti civili alle persone con disabilità. Modellata da vicino sul Civil Rights Act e sulla Sezione 504, la legge è stata la legislazione sui diritti dei disabili più radicale nella storia americana. Ha imposto che i governi e i programmi locali, statali e federali siano accessibili, che i datori di lavoro con più di 15 dipendenti offrano "allocazioni ragionevoli" per i lavoratori con disabilità e non discriminino i lavoratori altrimenti qualificati con disabilità, e che alloggi pubblici come ristoranti e negozi non discriminare le persone con disabilità e apportare modifiche ragionevoli per garantire l’accesso ai membri del pubblico disabili. La legge imponeva inoltre l'accesso ai trasporti pubblici, alle comunicazioni e ad altri settori della vita pubblica.
La prima Marcia del Disability Pride negli Stati Uniti si è tenuta a Boston nel 1990. Una seconda Marcia del Disability Pride si è tenuta a Boston nel 1991. Non ci sono state successive marce/parate del Disability Pride per molti anni, fino a quando successe a Chicago il 18 luglio 2004. È stato finanziato con 10 000 dollari in denaro iniziale che Sarah Triano ha ricevuto nel 2003 come parte del premio Paul G. Hearne Leadership dall'American Association of People with Disabilities. Secondo Triano, al corteo parteciparono 1 500 persone. Yoshiko Dart era il maresciallo della parata.

## Mostre e collezioni
Per celebrare il decimo anniversario dell'Americans with Disabilities Act, lo Smithsonian Institution National Museum of American History ha aperto una mostra che ha esaminato la storia dell'attivismo delle persone con disabilità, dei loro amici e delle famiglie per garantire i diritti civili garantiti a tutti gli americani. Gli oggetti in mostra includevano la penna utilizzata dal presidente George H.W. Bush per firmare la legge e una delle prime sedie a rotelle ultraleggere. La mostra è stata progettata per la massima accessibilità.
I chioschi basati sul web – prototipi di una versione che sarà eventualmente disponibile per musei e altre istituzioni culturali – hanno fornito formati alternativi per vivere la mostra. La mostra è stata aperta dal 6 luglio 2000 al 23 luglio 2001. I chioschi basati sul web (web-based kiosk) sono macchine situate in spazi pubblici e aziendali che forniscono servizi web o intranet che possono essere trovati in centri commerciali, hall di hotel, terminal aeroportuali e altri spazi.

## Dibattiti e approcci
Un dibattito chiave nel movimento per i diritti dei disabili è tra l’azione affermativa a favore delle persone con disabilità e la lotta per un trattamento equo. Secondo un sondaggio del 1992, molti temono che l’integrazione delle persone con disabilità sul posto di lavoro possa influenzare l’immagine della loro azienda o possa comportare una diminuzione della produttività. Ciò coincide con la revisione parlamentare del 1992 dell'Employment Equity Act, che affermava che i datori di lavoro dovrebbero cercare di attuare l'equità senza avere un sistema ufficiale di quote. Questo rimane un dibattito in corso.
Un ulteriore dibattito riguarda la questione tra istituzionalizzare le persone con disabilità e sostenerle nelle loro case. Nel 1963, durante la presidenza di John F. Kennedy, trasformò la visione nazionale della salute mentale aumentando i finanziamenti per programmi basati sulla comunità e redigendo leggi per l'assistenza alla salute mentale. Ha anche creato il Gruppo presidenziale sul ritardo mentale, che ha creato raccomandazioni per nuovi programmi che i governi possono implementare a livello statale, allontanandosi quindi dalle "istituzioni di custodia". Questo allontanamento dall’istituzionalizzazione ha generato uno stigma duraturo nei confronti delle istituzioni di salute mentale, motivo per cui in politica spesso non ci sono finanziamenti sufficienti per questo concetto.
Secondo il caso Humphrey v. Cady della Corte Suprema degli Stati Uniti, le leggi sull'impegno civile e l'ammissibilità all'intervento esistono solo nel caso in cui la persona è ritenuta un pericolo immediato per se stessa o per gli altri. La difficoltà di dimostrare il "pericolo immediato" ha portato al risultato inaspettato che è più difficile ricoverare i pazienti malati di mente in ospedale e più facile mandarli in prigione. Secondo l’Alleanza Nazionale sulle Malattie Mentali, circa il 15% dei detenuti uomini e il 30% donne detenute hanno qualche tipo di malattia mentale grave che non viene curata.
Un altro dibattito in corso è come coltivare l’autodeterminazione per le persone con disabilità. L'articolo 1 comune del Patto internazionale sui diritti civili e politici e del Patto internazionale sui diritti economici, sociali e culturali afferma che "Tutti i popoli hanno diritto all'autodeterminazione" con libero arbitrio. Poiché ciò evidenzia il concetto di scelta libera e autonoma, un argomento è che qualsiasi interferenza del governo scoraggia l'autodeterminazione, lasciando così alle persone con disabilità il compito di cercare qualsiasi aiuto di cui hanno bisogno da enti di beneficenza e organizzazioni senza scopo di lucro. Le organizzazioni di beneficenza come le chiese credono nell'aiutare le persone con disabilità senza nulla in cambio. D’altro canto, un ulteriore approccio è una relazione partecipativa e simbiotica, che include metodi come lo sviluppo professionale e la fornitura di risorse. Più specificamente, un approccio consiste nel consentire alle persone con disabilità di auto-articolare i propri bisogni e generare le proprie soluzioni e analisi. Invece della partecipazione passiva, che consiste nel sentirsi dire cosa fare o cosa è stato fatto, questo approccio propone di consentire a questo gruppo di essere autosufficiente e prendere le proprie decisioni. Gli ostacoli a ciò includono la definizione di chi è un individuo autosufficiente con disabilità, tornando al concetto di autodeterminazione.